# Сергеев, Валерий Николаевич (адмирал)
Валерий Николаевич Сергеев (17 августа 1938 — 24 июля 2004, Новороссийск ) — советский и российский военачальник, вице-адмирал (1990). Кавалер ордена «За службу Родине в Вооружённых Силах СССР» трёх степеней.

## Биография
Родился 17 августа 1938 года в селе Ружино Приморского края. Русский.
В 1955 году после окончания средней школы поступил курсантом на артиллерийский факультет Тихоокеанского высшего военно-морского училища имени С. О. Макарова.
В сентябре после окончания училища лейтенант Сергеев направлен, для прохождения службы, на Тихоокеанский флот (ТОФ) командиром группы управления БЧ-2 эскадренного миноносца (ЭМ) «Величавый», а в декабре 1959 года переведён на ту же должность на ЭМ «Вспыльчивый» ТОФ. С февраля 1961 года помощник командира батареи, с августа того же года командир башни дивизиона главного калибра, а затем командир группы управления дивизиона универсального калибра КРЛ «Адмирал Лазарев» ТОФ. В сентябре 1964 года назначен командиром БЧ-2 на ЭМ «Веский» ТОФ.
В ноябре 1968 года направлен на учёбу в Высшие специальные офицерские классы ВМФ (Ленинград), после окончания обучения в сентябре 1969 года назначен начальником ПВО 202-й бригады противолодочных кораблей ТОФ.
С октября 1971 года старший помощник командира КРЛ «Дмитрий Пожарский». В октябре 1973 года стал командиром БПК «Владивосток». С октября 1975 года назначается командиром КРЛ «Дмитрий Пожарский». В марте 1979 года переведен на должность командира КРЛ «Александр Суворов».
С октября 1981 года — слушатель Академических курсов офицерского состава при Военно-морской академии им. А. А. Гречко, по окончании обучения в июле 1982 года назначен командиром 82-й бригады кораблей резерва. С января 1983 года — командир 119-й бригады надводных кораблей 17-й оперативной эскадры Тихоокеанского флота. В марте 1985 года назначен начальником штаба — 1-м заместителем командира 8-й оперативной эскадры ВМФ. В июле 1986 года с отличием окончил факультет заочного обучения ВМА им. А. А. Гречко.
В апреле 1987 года назначен командиром 8-й опэск ВМФ. С октября 1991 года Сергеев переведен на Черноморский флот ВМФ СССР где занял должность командира Керченско-Феодосийской ВМБ — начальника 31-го Научно-испытательного центра ВМФ.
С декабря 1993 года вице-адмирал Сергеев в запасе.
Валерий Николаевич Сергеев — один из 13-ти награждённых орденом «За службу Родине в ВС СССР» I степени — самым редким орденом СССР.

## Награды
- орден «За службу Родине в Вооружённых Силах СССР» I степени (05.05.1989)
- орден «За службу Родине в Вооружённых Силах СССР» II степени (16.02.1982)
- орден «За службу Родине в Вооружённых Силах СССР» III степени (30.04.1975)
- медали, в том числе:
  - «За воинскую доблесть. В ознаменование 100-летия со дня рождения Владимира Ильича Ленина»
  - «300 лет Российскому флоту»
  - «Ветеран Вооружённых Сил СССР»
  - «За безупречную службу» 1-й степени

## Память
- Занесен на памятную мемориальную доску в Центральном военно-морском музее в Санкт-Петербурге.